# 성내로 (서울)
성내로(城內路, Seongnae-ro)는 서울특별시 강동구 성내1동 강동구청역에서 미주아파트 앞삼거리를 잇는 왕복 4차선 도로이다.

## 역사
- 1984년 11월 7일 : 성내동길(0.9 km)로 정해졌다.
- 2009년 7월 10일 : 성내동길에서 성내로로 변경되었다.

## 구간
서울특별시 강동구
강동구청역 - 강동구청 - 서울강동경찰서 - 서울강동소방서 - 강동수도사업소 - 강동구의회 - 성내1동 미주아파트 - 미주아파트 앞삼거리